# Palythoa senegambiensis
Palythoa senegambiensis is een Zoanthideasoort uit de familie van de Sphenopidae. De wetenschappelijke naam van de soort is voor het eerst geldig gepubliceerd in 1882 door Carter.